# 1999年新加坡总统选举
1999年的新加坡总统选举是为了投选新加坡总统，以继任任期于1999年8月31日期满的当时现任总统王鼎昌。选举令状宣布，8月18日为提名日，若提名日当天有超过一位候选人受提名，8月28日将是投票日。
总统选举委员会在考虑了各候选人的提名申请后，颁发合格证书给巡回大使塞拉潘·纳丹，但是拒发合格证书给私人补习老师黄文优和民主进步党领导人陈树芬。提名日当天，只有纳丹一人受提名。他宣布当选总统一职，于1999年9月1日就任。

## 候选人

### 合格
- 塞拉潘·纳丹，巡回大使（Ambassador-at-large）

### 宣布不合格
- 黄文优，补习老师
- 陈树芬，民主进步党领导人

## 结果
1999年8月18日新加坡总统选举结果
| 候选人      | 票数     |
| ----------- | -------- |
| 塞拉潘·纳丹 | 自動當選 |